# Transformers (seria filmów)
Transformers – seria filmów aktorskich oparta na franczyzie Transformers obejmująca film Transformers i jego kontynuacje.

## Filmy

### Transformers(2007)
Wyreżyserowany przez Michaela Baya w roku 2007, z Shią LaBeoufem, Jonem Voightem i Megan Fox w rolach głównych, nakręcony na podstawie zabawek produkowanych przez firmę Hasbro, serialu animowanego i komiksu o tym samym tytule.

### Transformers: Zemsta upadłych(2009)
Transformers: Zemsta upadłych został wyreżyserowany przez Michaela Baya, z Shią LaBeoufem i Megan Fox w rolach głównych. Zdjęcia rozpoczęły się w czerwcu 2008. Premiera odbyła się 24 czerwca 2009 roku. Jest to kontynuacja filmu Transformers z 2007 roku.

### Transformers 3(2011)
Produkcja jest sequelem ekranizacji z 2009 roku, Transformers: Zemsta upadłych. W rolach głównych wystąpili m.in. Shia LaBeouf jako Sam Witwicky, Rosie Huntington Whiteley jako Carly, Josh Duhamel jako William Lennox oraz Tyrese Gibson jako Robert Epp.
W tej części nie zagrała Megan Fox, która wcześniej została zwolniona z obsady za negatywne komentarze w stosunku do reżysera.
Trzecia część serii filmowej Transformers jest w wersji trójwymiarowej – powstała z wykorzystaniem techniki realD 3D i IMAX 3D. W 2014 roku miała premierę kolejna część serii Transformers: Wiek zagłady w reżyserii Michela Baya.

### Transformers: Wiek zagłady(2014)
Wyreżyserowany przez Michaela Baya Transformers: Wiek zagłady jest kontynuacja Transformers: Dark of the Moon.
Film zarobił ponad miliard dolarów, czyniąc go najlepiej zarabiającym filmem 2014 roku. Film został negatywnie odebrany przez krytyków, co zaowocowało wynikiem 18% w Rotten Tomatoes.

### Transformers: Ostatni rycerz(2017)
Rozpoczęcie zdjęć do produkcji 25 maja, zakończenie 4 grudnia 2016 roku.
Premiera filmu Michaela Baya Transformers: Ostatni rycerz miała miejsce 21 czerwca 2017 roku.

### Bumblebee(2018)
Akcja filmu Bumblebee wyreżyserowanego przez Travisa Knighta toczy się w roku 1987 – jest prequelem/spin-offem poprzednich produkcji.
Premiera filmu miała miejsce 3 grudnia 2018 roku.
Jest najlepiej oceniany przez krytyków ze wszystkich filmów serii.

### Transformers: Przebudzenie bestii(2023)
Amerykański film science fiction z 2023 roku w reżyserii Stevena Caple’a Jr. Film jest siódmą odsłoną serii Transformers i sequelem Bumblebee z 2018 roku.

## Postacie

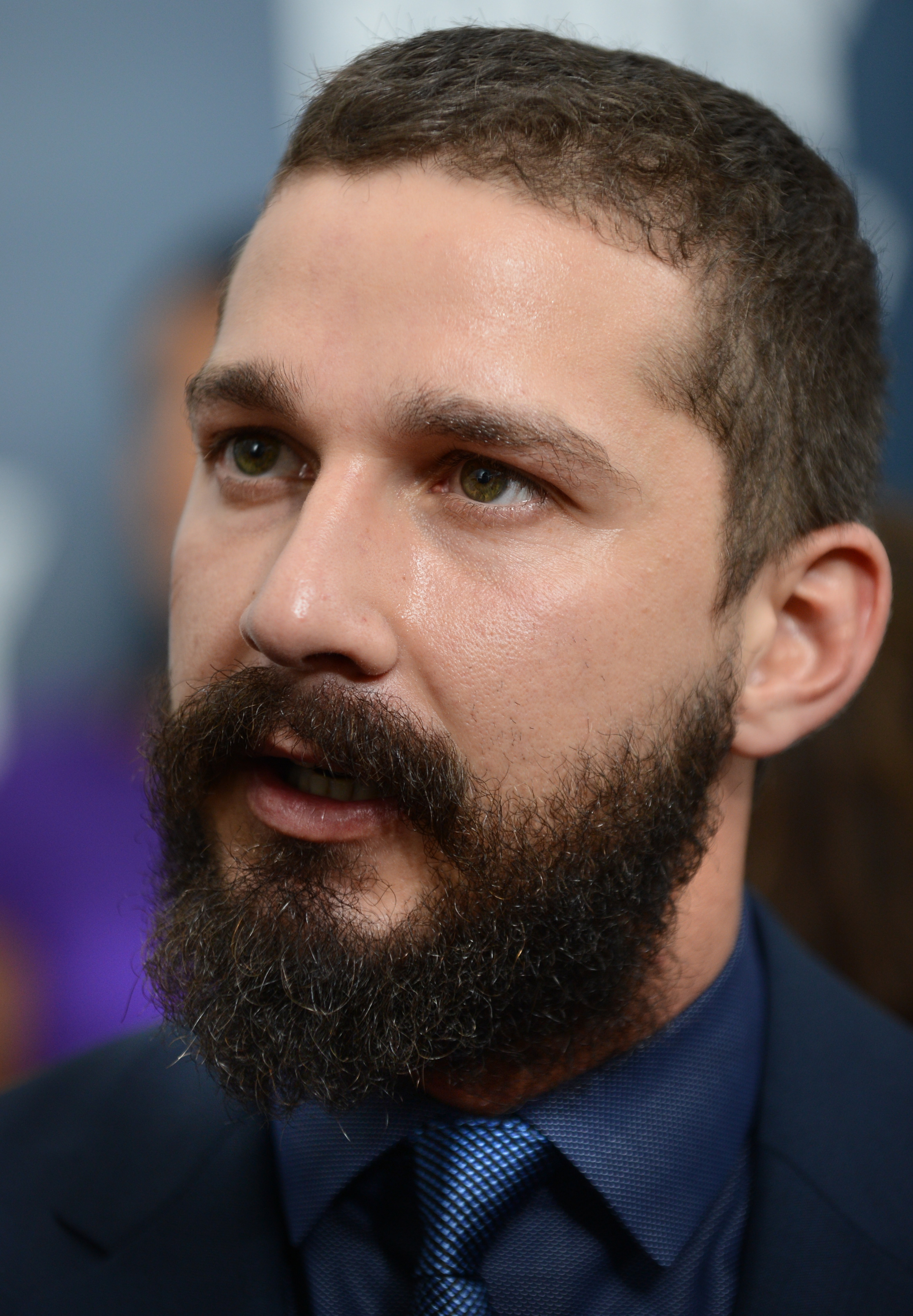
Shia LaBeouf
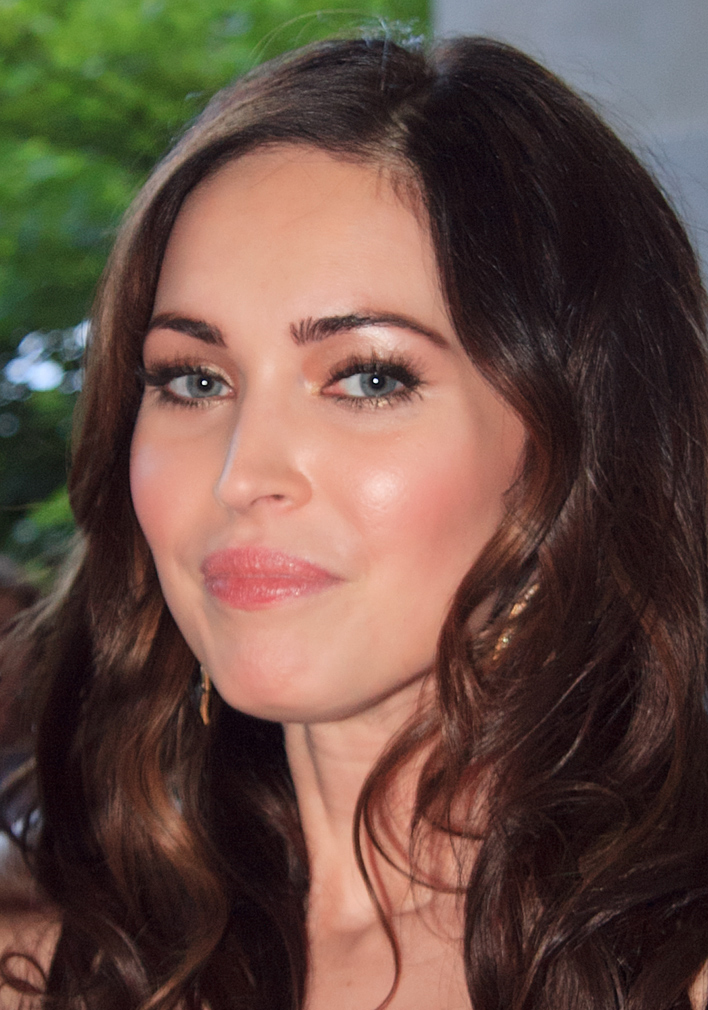
Megan Fox
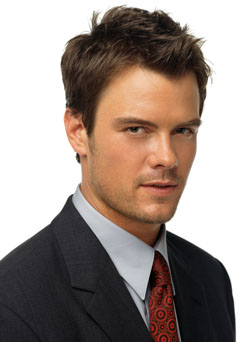
Josh Duhamel
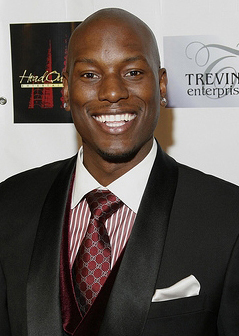
Tyrese Gibson
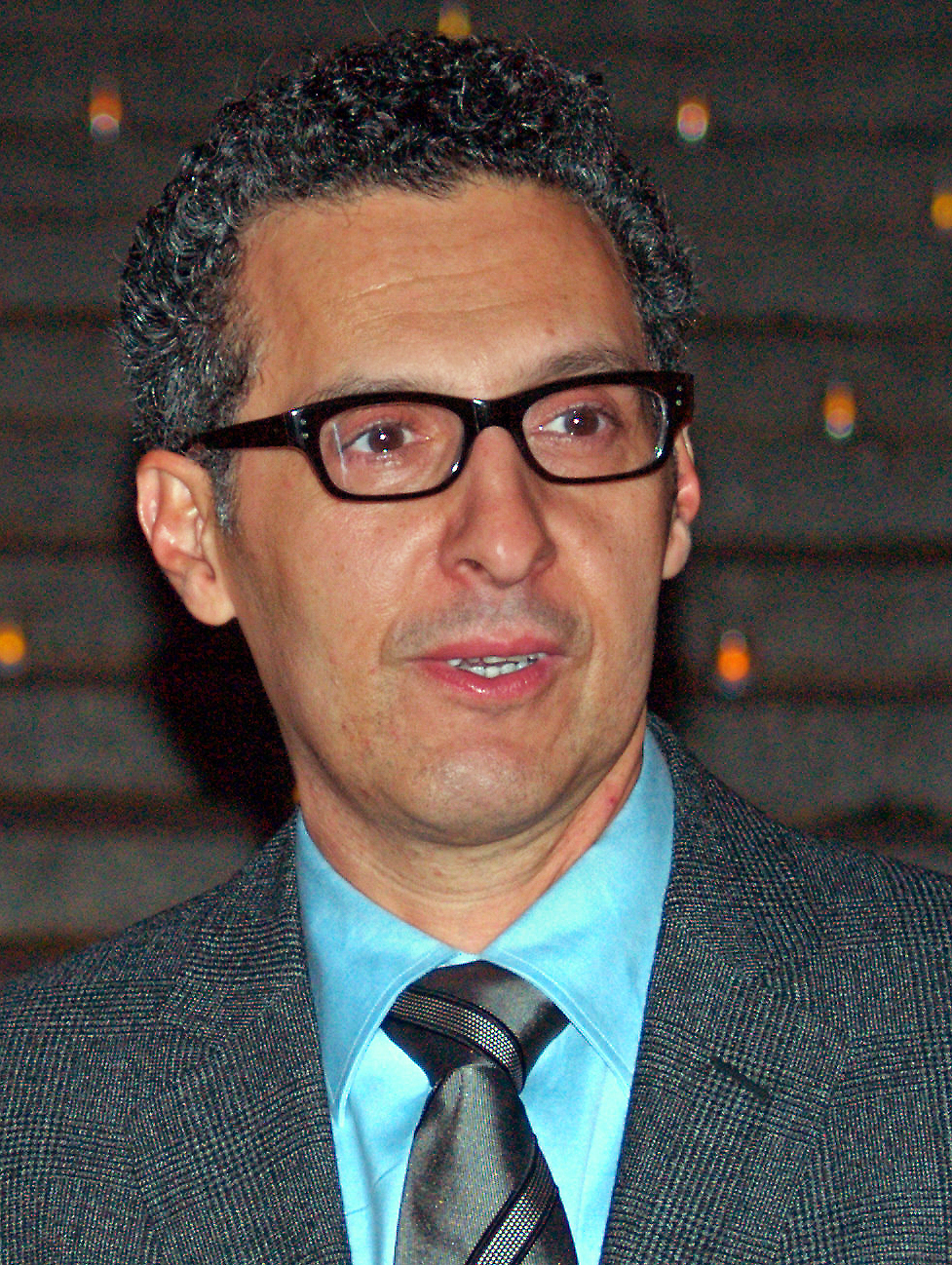
John Turturro
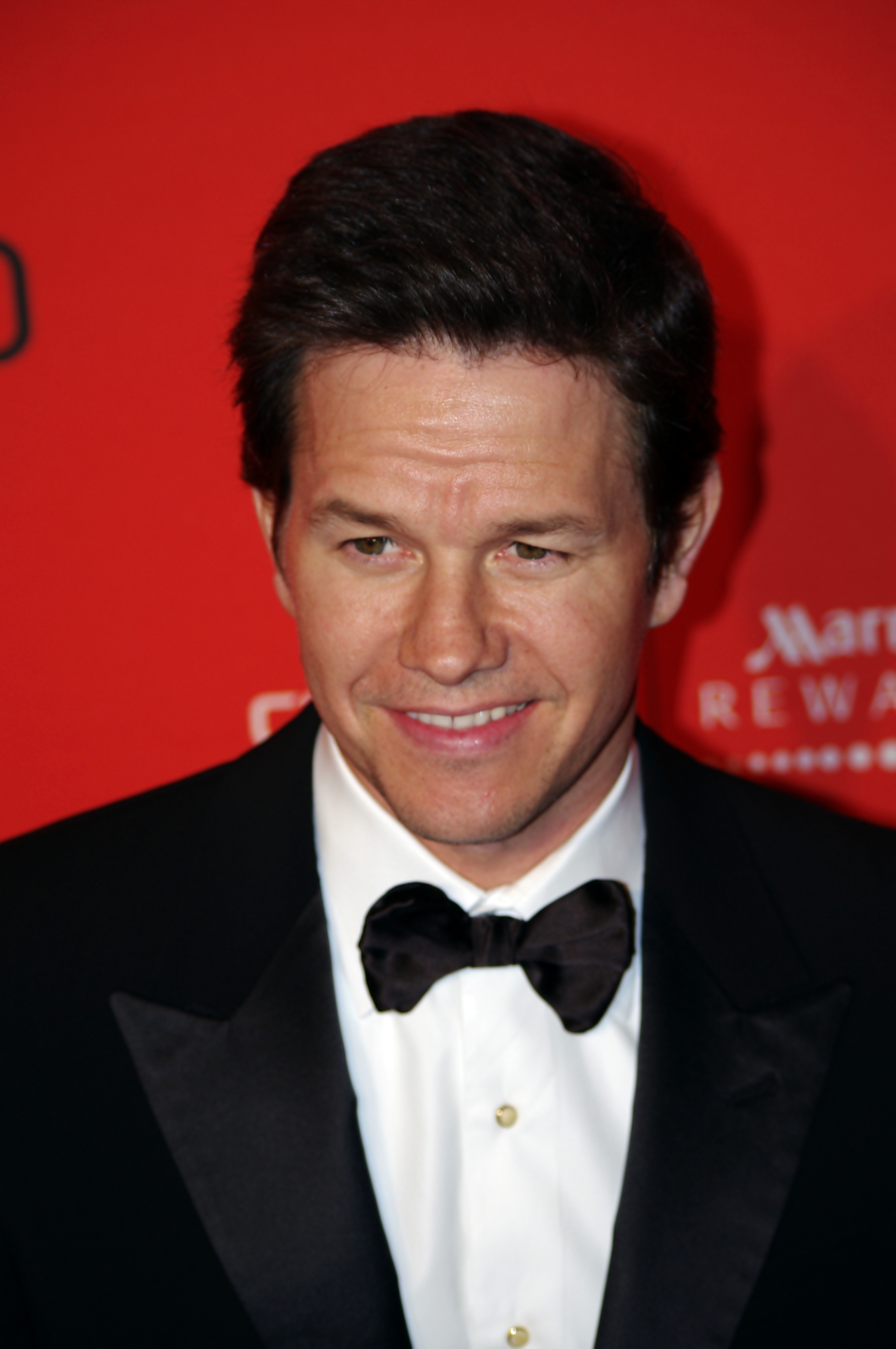
Mark Wahlberg

| Bohater        | Grany przez   | Film         | Film                          | Film                           | Film                       | Film                         |
| Bohater        | Grany przez   | Transformers | Transformers: Zemsta upadłych | Transformers: Dark of the Moon | Transformers: Wiek zagłady | Transformers: Ostatni rycerz |
| -------------- | ------------- | ------------ | ----------------------------- | ------------------------------ | -------------------------- | ---------------------------- |
| Sam Witwicky   | Shia LaBeouf  | Główny       | Główny                        | Główny                         |                            |                              |
| Mikaela Banes  | Megan Fox     | Główny       | Główny                        |                                |                            |                              |
| Kapitan Lennox | Josh Duhamel  | Główny       | Główny                        | Główny                         |                            | Główny                       |
| Sierżant Epps  | Tyrese Gibson | Główny       | Główny                        | Główny                         |                            |                              |
| Agent Simmons  | John Turturro | Główny       | Główny                        | Główny                         |                            | Drugoplanowy                 |
| Cade Yeager    | Mark Wahlberg |              |                               |                                | Główny                     | Główny                       |
| Tessa Yeager   | Nicola Peltz  |              |                               |                                | Główny                     |                              |
| Shane Dyson    | Jack Reynor   |              |                               |                                | Główny                     |                              |
| Vivian Wembley | Laura Haddock |              |                               |                                |                            | Główny                       |

## Premiery kinowe
| Lp. | Tytuł                             | Data            |
| --- | --------------------------------- | --------------- |
| 1   | Transformers                      | 12 czerwca 2007 |
| 2   | Transformers: Zemsta upadłych     | 24 czerwca 2009 |
| 3   | Transformers 3                    | 1 lipca 2011    |
| 4   | Transformers: Wiek zagłady        | 25 czerwca 2014 |
| 5   | Transformers: Ostatni rycerz      | 21 czerwca 2017 |
| 6   | Bumblebee                         | 3 grudnia 2018  |
| 7   | Transformers: Przebudzenie bestii | 9 czerwca 2023  |

## Inne

### Parki rozrywki
Na podstawie serii filmowej opracowano atrakcję przeznaczoną dla parków rozrywki NBCUniversal – kolejkę typu dark ride z wykorzystaniem technologii 3D Transformers: The Ride 3D. W październiku 2008 roku przewodniczący i dyrektor generalny Universal Parks & Resorts Tom Williams zapowiedział utworzenie w parkach rozrywki Universal Studios w Singapurze i Hollywood atrakcji na podstawie Transformers (2007), wykorzystują robotykę oraz technologię 3D. Potwierdził także udział Hasbro i wytwórni DreamWorks Pictures w jej tworzeniu oraz reżysera i producenta Transformers, Michaela Baya oraz Stevena Spielberga, pełniących funkcję konsultantów przy jej opracowywaniu.
Transformers: The Ride w Universal Studios Singapore oficjalnie otwarto dla publiczności miało miejsce 3 grudnia 2011 roku. Rok później wersja w Universal Studios Hollywood zadebiutowała w maju 2012 roku. 20 czerwca 2013 roku atrakcja została oficjalnie udostępniona publiczności w Universal Studios Florida w Orlando.
W związku z otwarciem kompleksu rozrywkowego Universal Beijing Resort w Pekinie w 2021 roku, w stanowiącym jego część parku rozrywki Universal Studios Beijing, wersja Transformers: The Ride pojawiła pod nazwą Transformers: Battle for the AllSpark. Kolejka stanowi część strefy tematycznej Metrobase, całościowo poświęconej franczyzie.